# Бирюкова, Вера Александровна
Вера Александровна Бирюкова (1922 — 1944) — радистка партизанского отряда, младший лейтенант Красной Армии, участник
Великой Отечественной войны.

## Биография
Вера Бирюкова родилась в 1922 году в посёлке Орёл Пермской губернии. В 1933 году семья переехала в Березники (п. Кропачево, ул. Щорса, д.18). В 1940 году поступила в с/х академию им. Тимирязева. По семейным обстоятельствам учёбу пришлось оставить, вернулась в Березники, работала прибористом на Содовом заводе.
После начала войны подала заявление в военкомат, училась на вечерних курсах радистов. В июне 1942 года была мобилизована и отправлена в Москву, где окончила спецшколу при Центральном штабе партизанского движения (с 25 июня по 30 августа 1942 года). После Школы направлена радисткой в Кировоградский отряд.
Вечером 20 февраля 1943 года была тяжело ранена в бою в районе ж/д станции Решетиловка Полтавской области. В ночь на 24 февраля Кировградский отряд соединился с 309-й гвардейской дивизией РККА. Так завершился Степной рейд Кировоградского отряда. В. Бирюкова была госпитализирована.
После госпиталя в мае 1943 года была направлена в Саратов, в офицерское училище. В конце 1943 года была зачислена в партизанский отряд им. Чапаева, действовавший на Украине.
Погибла вместе с товарищами 14 января 1944 года в районе села Сербичаны в неравном бою с румынскими фашистами.

## Память
В честь Веры Бирюковой в 1965 году названа улица в Березниках (переименован проезд Физкультурников).
В районном центре Сокиряны Черновицкой области. установлен памятник Вере Бирюковой и Зое Зародовой. Поле рядом с селом Сербичаны, где погибла группа И. К. Примака, носит имя Веры.
В мае 1966 года на здании ПТУ № 40 г. Березники установлена мемориальная доска (автор Л. Мартынов)

## Документы
Погибшие бойцы из состава групп Примака И. К. и Хайрутдинова Ф. Г.:
- капитан Хайрутдинов Фахрутдин Гайфутдинович, 1902 года рождения, погиб в бою 14.01.1944 г., похоронен в братской могиле в г. Сокиряны
- старший лейтенант Примак Иван Кузьмич, 1916 года рождения, погиб в бою 14.01.1944 г., похоронен в братской могиле в г. Сокиряны
- старший лейтенант Колесник Василий Степанович, 1911 года рождения, погиб в бою 14.01.1944 г., похоронен в братской могиле в г. Сокиряны
- старший лейтенант Ковалев Виктор Иванович, 1921 года рождения, погиб в бою 16.01.1944 г., похоронен в братской могиле в г. Сокиряны
- лейтенант Козлов Николай Васильевич, 1916 года рождения, погиб в бою 14.01.1944 г., похоронен в братской могиле в г. Сокиряны
- младший лейтенант Бирюкова Вера Александровна, 1922 года рождения, погибла 14.01.1944 г., похоронена в братской могиле в г. Сокиряны
- сержант Дедусенко Александр Терентьевич, 1919 года рождения, погиб в бою 14.01.1944 г., похоронен в братской могиле в г. Сокиряны
- сержант Моргун Дмитрий Петрович, 1919 года рождения, погиб в бою 14.01.1944 г., похоронен в братской могиле в г. Сокиряны
- рядовой Золот Иван Федорович, 1925 года рождения, погиб в бою 14.01.1944 г., похоронен в братской могиле в г. Сокиряны
- рядовая Зародова Зоя Ивановна, 1922 года рождения, погибла в бою 14.01.1944 г., похоронена в братской могиле в г. Сокиряны
- рядовой Смородинов Иринарх Трофимович, 1921 года рождения, погиб 14.01.1944 г., похоронен в братской могиле в г. Сокиряны.

Из дневника Веры Бирюковой:
17 января 1943 года. В 7 часов вечера мы вылетели в тыл к немцам. На нас надели парашюты, вещевые мешки, автоматы, на мне была рация… Летели без всяких приключений 3 часа 30 минут. Один раз правда обстреляли. Самолёт пошёл на снижение, мы стояли около раскрытой двери, готовые к выброске. …Спустилось нас 7 человек, командир и начальник штаба приземлились на деревья. Остальные благополучно. Переночевали в деревне Водянка. Потом утром уехали к партизанам в лес. Нас встретили замечательно, как представителей с Большой земли.
6 февраля. Находимся в 17 километрах от Сум. Сегодня ночью был бой, который длился до утра… Сегодня переезжали шлях Сумы-Суджа, по которому двигаются отступающие немцы. Идут большими партиями «до дому». Только успели проскочить, показалась огромная партия немцев. Идут вперевалочку. Наши пулемётчики ушли далеко вперёд, а то бы их всех перебили. Очень много захватили трофеев — пулемётов, винтовок, лошадей и др…
8 февраля. Вчера мы сделали на шляху засаду, там перебили человек 250. Взяли много в плен…
13 февраля. Деревня Ревки, южнее Сум километров на 40. Ехали всю ночь. Ужасно замёрзли. Такой был холод, ветер ужасный. Держали связь с Москвой. Ещё не успели кончить работать, около четырёх часов дня, как поднялась стрельба. Оказалось, на нас наступали «чистокровные арийцы», приехавшие из Лебедина. В Лебедин по телефону сообщила сбежавшая из этого хутора полиция. Их чуть не всех перебили, захватили трофеи…
4 марта. Районный центр Борисовка. Случилось со мной очень большое несчастье, меня тяжело ранили. Даже теперь врачи удивляются, как я осталась жива и как хорошо себя чувствую. Ведь только подумать, прострелили навылет левую половину груди, легкие продырявили. Сначала было ужасно тяжело дышать, сейчас даже писать могу хоть немного. Опишу все по порядку. 20 февраля вечером, как всегда, пошли в поход и уже к 10 вечера подъезжали к ж.д. ст. Решетиловка Полтавской области. Там была большая охрана, которую наши уничтожили. Там было два железнодорожных моста. Под одним из них мы проехали, а под второй подложили мины. В то время, когда мы переезжали, шли один за другим два эшелона с войсками «СС». Первый взорвался и пошёл под откос. Второй занял оборону и открыл по нам такой ураганный огонь, что ужас! Половина отрядов переехала, а мы ещё остались на этой стороне, и нам под ужасным огнём пришлось заворачивать лошадей и гнать обратно. О, это было что-то ужасное… Вдруг меня ожгло в грудь и сделалось очень больно. Я закричала и застонала. Сколько крови я потеряла, ужас. Не могла пошевелить пальцем… Все думали, что я умру от потери крови, и к тому мне было тяжело дышать, воздух со свистом выходил из раны. В ночь на 24 февраля мы соединились с частями Красной Армии, а именно с 309-й гвардейской дивизией. 23 числа нам пришлось трудно, бились с немцами, попали в лесу в окружение, но ночью соединились с красными, так что все обошлось благополучно. Меня представили ко второй награде…
Из писем к родным:
14 марта 1943 года. Острогожск, Воронежская область.
Здравствуйте, дорогие мои! О чём буду писать, не очень унывайте. Начинаю без обиняков, так как надеюсь на вашу сильную волю. Меня тяжело ранило в грудь навылет, немного повыше сердца, прострелило легкое. Сначала мое положение было неважное, все думали, что умру, но теперь я себя хорошо чувствую, уже хожу, кушаю понемногу. Рана заживает. Пишу очень кратко, ибо ужасно тороплюсь. Наш отряд соединился с частями Красной Армии. Красота, правда? После выздоровления приеду к вам в гости. Ждите. Крепко целую.
Ваша дочь Вера.
В. А. Леписивицкий, начальник связи Кировоградского партизанского отряда:
«…Я попросил комбрига Семенчука, чтобы вторым радистом в нашу группу зачислили мужчину. Но вот 7 января 1943 года ко мне подошла Вера Бирюкова и сообщила, что её назначили в наш отряд. Первое мое впечатление о ней слишком молода, изнеженна такое создание не для партизанской борьбы это я так подумал (пишу правду, как было). Да ещё мой друг, с которым вместе кончали школу, радист Александр Медяник подлил масла в огонь, сообщив мне, что Вера барского воспитания и с характером. Я объяснил ей, что задание, поставленное перед нашей группой, невероятно тяжелое. Нам предстояло пройти по степям в Кировоградскую область, местность открытая, насыщена регулярными войсками немцев. Мы все время будем двигаться с боями… Гарантии на успешный проход никакой. Рассказав ей о предстоящих трудностях, я спросил, знала ли она об этом, когда давала согласие на зачисление в нашу группу? Вера ответила, что знала, что она дала партизанскую присягу и будет сражаться с врагом наравне с нами, мужчинами. Такой ответ мне понравился, но мысль о том, что лучше бы второй радист был мужчина, не покидала меня. Я ещё раз посоветовал Вере, что ей лучше вылететь в „партизанский край“, где более безопасно. Но оказалось, что я ошибся. В этом меня убедили первые случаи в нашей партизанской жизни. В селе Ревки на нас наступали немцы из Лебедина батальон аэродромного обслуживания, жандармерия и полиция. Мы залегли в конце огородов возле плетня. Немцы палили по селу из миномётов, автоматов, пулемётов. Потом поднялись во весь рост и бегом, с криком помчались на нас, очевидно рассчитывая следующую лежку сделать возле плетня. А мы получили приказ подпустить немцев поближе и стрелять только прицельным огнём. И вот выдержать эту психическую атаку, когда движется дикая лавина, было нелегко. На мгновение я оторвал взгляд от немцев и посмотрел на Веру. Она лежала рядом со мной. Страха у неё я не обнаружил. Она пристально сосредоточенно смотрела на врага и с нетерпением ожидала команды. Когда немцы подбежали метров на пятьдесят, Вера вела прицельный огонь без суеты и волнения. С этого момента я окончательно убедился, что Вера Бирюкова — отважная патриотка»…